# Field spaniel
Field spaniel är en hundras från Storbritannien. Liksom andra spanielar är den en stötande fågelhund. Den är så ovanlig även i sitt hemland att den brittiska kennelklubben The Kennel Club klassar den som sårbar.

## Historia
Från början var field spaniel en samlingsbeteckning för alla landspanielar för att skilja dem från vattenspanielarna. När cocker spaniel och springer spaniel utkristalliserades som distinkta raser under andra hälften av 1800-talet, så var det de större av de enfärgade som blev över som fortsatte betecknas som field spaniel. Sedan dess har rasen haft en ovanligt skiftande historia med helt olika inriktningar under olika tider.

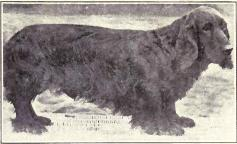
En field spaniel från W.E. Masons "Dogs of all Nations" 1915.

Först ville man få fram en extremt kortbent spaniel för utställningsringen och basset hound korsades in. Dessa hundar dög inte för spanielns jaktsätt. Efter första världskriget började man med inkorsning av springer spaniel för att få fram en mer normal och duglig spanielexteriör. Efter andra världskriget var rasen nästan utdöd, endast fyra avelshundar fanns kvar. Återigen fick rasen räddas med springer spaniel.

## Egenskaper
Under efterkrigstiden har inriktningen främst varit att få fram en duglig jaktspaniel snarare än en utställningshund. I USA har rasen haft en annan historia, där skildes den inte från cockern förrän på 1900-talet. Sen har man haft ungefär samma inriktning vad gäller exteriören som kännetecknar även de brittiska idag.

## Utseende
Field spaniel är en rektangulär hund med djup och lång bröstkorg. Den har ett långt huvud som skall ge ett ädelt intryck. Nackknölen är tydlig. Den har en silkesaktig, slät och vågig päls med behäng.

## Hälsa
Field spaniel är en ras med ett fåtal registrerade hundar och liten avelsbas. Den visar tydliga tecken på inavelsdepression såsom minskad fertilitet och könsdrift. Valparna kan vara något svagare än normalt och tikarna kan ha svårt att få igång mjölken. För att få till en större genetisk variation har den svenska rasklubben i samråd med Svenska Kennelklubben (SKK) beslutat om inkorsning av engelsk cocker spaniel, engelsk springer spaniel och welsh springer spaniel. De framkorsade valparna kommer att registreras i SKK:s så kallade X-register där rashundar med anor från hundar som inte är registrerade hos någon av den internationella hundorganisationen Fédération Cynologique Internationales (FCI) medlemsklubbar samt hundar som är resultatet av planerad inkorsning kan registreras.